# Luis Héctor Villalba
Luis Héctor Villalba (nascut a Buenos Aires l'11 d'octubre de 1934) és un cardenal argentí i arquebisbe emèrit de Tucumán. Va ser bisbe titular d'Aufrinio i designat bisbe auxiliar de Buenos Aires al 1984, bisbe de San Martín el 1991 i arquebisbe de Tucumán el 1999, càrrec del que es retirà per motius d'edat el 2011. Va ser elevat al Col·legi Cardenalici pel Papa Francesc el 14 de febrer de 2015.

## Biografia
Luis Héctor Villalba va néixer a Buenos Aires l'11 d'octubre de 1934. Va entrar al seminari el 1952 després d'obtenir el títol d'expert mercantil a les escoles estatals. Va ser ordenat prevere el 24 de setembre de 1960; el 1961 va obtenir la llicenciatura en teologia i en Història de l'Església a la Universitat Gregoriana
En 1967 va ser nomenat prefecte del Seminari Major i professor a la Facultat de Teologia de la Universitat Catòlica de Buenos Aires. En 1968 es va convertir en el primer director de l'Institut de vocacions Sant Josep. Des de 1969 a 1971 va ser degà de la Facultat de Teologia i en 1972 va ser nomenat rector de Santa Rosa de Lima a Buenos Aires.
El 20 d'octubre de 1984 va ser nomenat bisbe per Joan Pau II, que el nomenà bisbe titular d'Ofena i auxiliar de Buenos Aires. El seu lema episcopal és «Apóstol de Jesucristo». Va ser consagrat bisbe el 22 de desembre de 1984 a la catedral de Buenos Aires pel cardenal Juan Carlos Aramburu, arquebisbe de Buenos Aires, amb Arnaldo Clemente Canale (auxiliar de Buenos Aires) i Carmelo Juan Giaquinta auxiliar de Viedma) com a coconsagrants.
El 16 de juliol de 1991 va ser traslladat a la diòcesi de Sant Martin, de la que va prendre possessió el 26 d'octubre següent. Va ocupar la seu fins al 8 de juliol de 1999, quan va ser promogut a la seu arxiepiscopal de Tucumán.
Villalba arribà a la província septentrional el 17 de setembre de 1999. A més, a partir d'agost de 2005 i fins a maig de 2006 va ser administrador apostòlic de Santiago de l'Estero.
A la Conferència Episcopal de l'Argentina, va exercir com a vicepresident primer per dos períodes consecutius (2005-2008 i 2008-2011), sent llavors president l'arquebisbe de Buenos Aires, Jorge Mario Bergoglio. Anteriorment va exercir com a president de la Comissió Episcopal de Catequesi i membre de què per l'Apostolat dels Laics.
Va ocupar la seu de Tucumán fins al 10 de juny de 2011 fins al 10 de juny de 2011, quan Benet XVI acceptà la seva renúncia per motius d'edat.

### Cardenalat
En el consistori del 14 de febrer de 2015 va ser creat cardenal pel Papa Francesc. Va rebre el títol de cardenal prevere de San Girolamo a Corviale. És un dels 5 arquebisbes i bisbes emèrits que el Papa decidí ascendir al Col·legi Cardenalici perquè «s'han distingit per la seva caritat pastoral al servei de la Santa Seu i de l'Església.»

### Retir
Actualment, monsenyor Villalba resideix a la capella tucumana de La Santa Cruz, que pertany a la jurisdicció parroquial de la parròquia de Sant Martí de Porres. Allà celebra missa i dedica un considerable temps en escoltar confessions i en oferir acompanyament especial.